# Häckerle
Häckerle oder Häckele (poln. Hekele) ist ein traditionelles Fischgericht der deutschen und polnischen Küche, das  ursprünglich aus Schlesien stammt.
Häckerle besteht aus Salzheringen (Matjes), die je nach Rezept entweder sehr fein gehackt oder durch den Fleischwolf gedreht und mit Zutaten wie feingehackten hartgekochten Eiern, Speck oder Fleisch, Zwiebeln und Gewürzgurken vermengt werden. Häckerle wird entweder zu Pellkartoffeln oder mit kräftigem Brot serviert.
Eine Variante ist in Polen als Tatar śledziowy – „Heringstatar“ bekannt.